# 718

## Събития
- 15 август – Арабите свалят обсадата на Константинопол.

## Родени
- Константин V. (Копронимос), (* юли 718), кръстен на 25 декември 718.